# Нічне чергування (фільм, 1994)
«Нічне чергування» (дан. Nattevagten) — данський фільм жахів 1994 року, знятий данським режисером Уле Борнедалем.
Фільм розповідає про Мартіна (Ніколай Костер-Вальдау), який влаштовується на студентську роботу нічним сторожем в Інституті судової медицини. Під час обходу він дізнається, що повинен зайти туди, де зберігаються тіла померлих людей. У той самий час у Копенгагені відбувається серія вбивств серед жінок, а на медичному факультеті відбуваються загадкові та незрозумілі речі.
«Нічне чергування» мав успіх у Данії і був показаний на фестивалі Fantafestival в 1995 році.
Існує й англомовний ремейк фільму, також знятий Борнедалем, який вийшов у 1997 році.
Оригінальна картина «Нічне чергування» увійшла до списку 100 найкращих данських фільмів за версією Kosmorama.

## Сюжет
У центрі історії — двоє студентів-юристів, Мартін і Єнс. Один з них досить розсудливий, інший — майже божевільний.
Посеред лекції вони укладають парі, хто з них першим піддасть іншого випробуванню, якого той боїться. Те, що починається як гра, поступово стає дедалі серйознішим. Але Мартін, зокрема, потрапляє у ще більшу халепу.
На літніх канікулах він влаштовується нічним сторожем до Інституту судової медицини, де знайомиться з детективом-інспектором Вермером, котрий розслідує серію жахливих убивств.
Раптом у підвалі інституту починають відбуватися загадкові речі — хтось намагається звести Мартіна з розуму. Він потрапляє в павутиння вдало організованих непрямих доказів, які вказують на нього самого як на вбивцю.

## Виробництво
Режисер Уле Борнедаль почав писати сценарій до кінострічки «Нічне чергування» після виходу на екрани свого телевізійного фільму «Masturbator» (1993).
На створення фільму його надихнула поїздка до моргу в Копенгагені. В одному з інтерв'ю він сказав: «Я пішов до цього моргу в місті-мільйоннику, і це було одночасно страшно і прекрасно. Це змусило мене замислитися над тим, що зовні триває повсякденне життя, і раптом ти стоїш у підвалі і розумієш, що саме тут все закінчується. Це змушує задуматися про життя і про те, як ти його проживаєш».
Борнедаль також написав більшу частину сценарію вночі, як він сам стверджує: «Я писав історію вночі, в офісі наодинці, іноді до четвертої ранку. Я не наважувався вийти до машини, бо мені довелося б ходити всіма цими темними коридорами».
Основні зйомки відбувалися в Данії протягом 1993 року.

## У ролях
| Актор                  | Роль                 |
| ---------------------- | -------------------- |
| Ніколай Костер-Вальдау | Мартін Борк          |
| Софі Грабол            | Калінка Мартенс      |
| Кім Бодня              | Єнс Арнкіл           |
| Лотте Андерсен         | Лотте                |
| Ульф Пілгард           | Петер Вормер         |
| Рікке Луіз Андерссон   | Джойс                |
| Стіг Гоффмеєр          | Ролф                 |
| Гірд Лефквіст          | Старий нічний сторож |
| Нільс Андерс Торн      | Доктор               |

## Реліз
Фільм вийшов на екрани 25 лютого 1994 року. Стрічка «Нічне чергування» мала успіх у Данії, де було продано 465 529 квитків.
Фільм був показаний на фестивалі Fantafestival 1995 року в Римі.
Також даний фільм був відібраний до програми «Тиждень критики» Каннського кінофестивалю 1994 року.
Випуск на DVD був релізований компанією Anchor Bay 29 травня 2001 року. Диск містив аудіокомментарій від режисера Уле Борнедаля і театральний трейлер фільму.

## Ремейк
Англомовний ремейк фільму під ідентичною назвою «Нічне чергування» (англ. Nightwatch) вийшов у 1997 році, режисером якого знову виступив Уле Борнедаль, але вже за новим сценарієм від Стівена Содерберга, заснованим на оригінальній кінокартині Борнедаля.

## Продовження
Прем'єра сиквелу «Нічне чергування II: Демони назавжди» (англ. Nightwatch 2 — Demons Are Forever; дан. Nattevagten II - Dæmoner går i arv) відбулася на Лондонському кінофестивалі BFI 2023 року, а наприкінці 2023 року фільм вийшов у кінотеатральний прокат у скандинавських країнах.
Сценаристом і режисером фільму є Борнедаль, а головні ролі виконали такі актори, як Ніколай Костер-Вальдау, Кім Бодня та Ульф Пільгаард з оригінального акторського складу.